# 2000-es futsal-világbajnokság
A 2000-es futsal-világbajnokság a negyedik ilyen jellegű futsaltorna volt, melyet 2000. november 18. és december 3. között Guatemalában rendeztek. A világbajnoki címet a Spanyolország szerezte meg. Először fordult elő, hogy nem Brazília végzett az élen.

## Helyszínek
A világbajnokság küzdelmeinek Guatemalaváros, két helyszíne adott otthont.
|          | Domo Polideportivo de la CDAG | Gimnasio Nacional Teodoro Palacios Flores |
| -------- | ----------------------------- | ----------------------------------------- |
| Város    | Guatemalaváros                | Guatemalaváros                            |
| Férőhely | 7,500                         | 7,000                                     |

## Résztvevők
Az alábbi csapatok kvalifikálták magukat a 2000-es futsal-világbajnokságra:
| Ázsiai zóna (AFC): - Irán - Thaiföld - Kazahsztán Afrikai zóna (CAF): - Egyiptom Európai zóna (UEFA): - Hollandia - Horvátország - Oroszország - Portugália - Spanyolország | Észak és Közép-Amerika és a Karibi zóna (CONCACAF): - Costa Rica - Kuba Oceániai zóna (OFC): - Ausztrália Dél-amerikai zóna (CONMEBOL): - Argentína - Brazília - Uruguay Rendező: - Guatemala (CONCACAF) |  |

## Csoportkör

### Első csoportkör

#### A csoport
| Csapat     | Mérk | GY | D | V | RG | KG | GA  | P |
| ---------- | ---- | -- | - | - | -- | -- | --- | - |
| Brazília   | 3    | 3  | 0 | 0 | 45 | 3  | +42 | 9 |
| Portugália | 3    | 2  | 0 | 1 | 12 | 8  | +4  | 6 |
| Guatemala  | 3    | 1  | 0 | 2 | 10 | 40 | –30 | 3 |
| Kazahsztán | 3    | 0  | 0 | 3 | 8  | 24 | -16 | 0 |

| 2000. november 18. 14:00 |

| Guatemala | 2–6               | Portugália |
| --------- | ----------------- | ---------- |
|           | (0–3) Jegyzőkönyv |            |

| Domo, Guatemalaváros Nézőszám: 7 320 Játékvezető: Walter Arce (uruguayi) |

| 2000. november 18. 16:00 |

| Brazília | 12–1              | Kazahsztán |
| -------- | ----------------- | ---------- |
|          | (5–1) Jegyzőkönyv |            |

| Domo, Guatemalaváros Nézőszám: 7 320 Játékvezető: Perry Gautier (belga) |

| 2000. november 21. 18:00 |

| Portugália | 0–4               | Brazília |
| ---------- | ----------------- | -------- |
|            | (0–0) Jegyzőkönyv |          |

| Domo, Guatemalaváros Nézőszám: 7 254 Játékvezető: Carlo Servino (USA) |

| 2000. november 21. 20:00 |

| Kazahsztán | 5–6               | Guatemala |
| ---------- | ----------------- | --------- |
|            | (2–3) Jegyzőkönyv |           |

| Domo, Guatemalaváros Nézőszám: 7 254 Játékvezető: Felix Chavez (argentin) |

| 2000. november 23. 14:00 |

| Portugália | 6–2               | Kazahsztán |
| ---------- | ----------------- | ---------- |
|            | (3–0) Jegyzőkönyv |            |

| Domo, Guatemalaváros Nézőszám: 3 283 Játékvezető: Seyed Moosavi (iráni) |

| 2000. november 23. 14:00 |

| Guatemala | 2–29               | Brazília |
| --------- | ------------------ | -------- |
|           | (0–12) Jegyzőkönyv |          |

| Domo, Guatemalaváros Nézőszám: 7 272 Játékvezető: Mohamed Ibrahim Farag (egyiptomi) |

#### B csoport
| Csapat    | Mérk | GY | D | V | RG | KG | GA  | P |
| --------- | ---- | -- | - | - | -- | -- | --- | - |
| Hollandia | 3    | 3  | 0 | 0 | 14 | 5  | +9  | 9 |
| Egyiptom  | 3    | 2  | 0 | 1 | 14 | 7  | +7  | 6 |
| Uruguay   | 3    | 1  | 0 | 2 | 7  | 8  | –1  | 3 |
| Thaiföld  | 3    | 0  | 0 | 3 | 2  | 17 | -15 | 0 |

| 2000. november 20. 20:00 |

| Egyiptom | 3–5               | Hollandia |
| -------- | ----------------- | --------- |
|          | (0–4) Jegyzőkönyv |           |

| Domo, Guatemalaváros Nézőszám: 3 920 Játékvezető: Carlos Del Cid (guatemalai) |

| 2000. november 20. 18:00 |

| Uruguay | 4–1               | Thaiföld |
| ------- | ----------------- | -------- |
|         | (2–1) Jegyzőkönyv |          |

| Domo, Guatemalaváros Nézőszám: 3 920 Játékvezető: Adrian Tamplin (ausztrál) |

| 2000. november 22. 18:00 |

| Thaiföld | 0–7               | Egyiptom |
| -------- | ----------------- | -------- |
|          | (0–2) Jegyzőkönyv |          |

| Domo, Guatemalaváros Nézőszám: 4 152 Játékvezető: Yaya Djiba (szenegáli) |

| 2000. november 22. 20:00 |

| Hollandia | 3–1               | Uruguay |
| --------- | ----------------- | ------- |
|           | (1–0) Jegyzőkönyv |         |

| Domo, Guatemalaváros Nézőszám: 4 152 Játékvezető: Ivan Novak (horvát) |

| 2000. november 23. 16:00 |

| Hollandia | 6–1               | Thaiföld |
| --------- | ----------------- | -------- |
|           | (2–0) Jegyzőkönyv |          |

| Teodoro Flores, Guatemalaváros Nézőszám: 3 283 Játékvezető: Antonin Herzog (cseh) |

| 2000. november 23. 16:00 |

| Egyiptom | 4–2               | Uruguay |
| -------- | ----------------- | ------- |
|          | (2–0) Jegyzőkönyv |         |

| Domo, Guatemalaváros Nézőszám: 7 272 Játékvezető: Carlo Servino (USA) |

#### C csoport
| Csapat       | Mérk | GY | D | V | RG | KG | GA  | P |
| ------------ | ---- | -- | - | - | -- | -- | --- | - |
| Oroszország  | 3    | 3  | 0 | 0 | 20 | 4  | +16 | 9 |
| Horvátország | 3    | 2  | 0 | 1 | 12 | 5  | +7  | 6 |
| Costa Rica   | 3    | 1  | 0 | 2 | 8  | 12 | –4  | 3 |
| Ausztrália   | 3    | 0  | 0 | 3 | 3  | 22 | -19 | 0 |

| 2000. november 19. 20:00 |

| Oroszország | 4–2               | Horvátország |
| ----------- | ----------------- | ------------ |
|             | (0–0) Jegyzőkönyv |              |

| Teodoro Flores, Guatemalaváros Nézőszám: 2 356 Játékvezető: Sergio Ricardo Camanho (brazil) |

| 2000. november 19. 16:00 |

| Ausztrália | 2–6               | Costa Rica |
| ---------- | ----------------- | ---------- |
|            | (1–2) Jegyzőkönyv |            |

| Teodoro Flores, Guatemalaváros Nézőszám: 2 356 Játékvezető: Antonin Herzog (cseh) |

| 2000. november 21. 18:00 |

| Costa Rica | 1–6               | Oroszország |
| ---------- | ----------------- | ----------- |
|            | (0–4) Jegyzőkönyv |             |

| Teodoro Flores, Guatemalaváros Nézőszám: 1 923 Játékvezető: Po On Andy Wong (hongkongi) |

| 2000. november 21. 20:00 |

| Horvátország | 6–0               | Ausztrália |
| ------------ | ----------------- | ---------- |
|              | (3–0) Jegyzőkönyv |            |

| Teodoro Flores, Guatemalaváros Nézőszám: 1 923 Játékvezető: Fuszaja Szuzuki (japán) |

| 2000. november 23. 18:00 |

| Horvátország | 4–1               | Costa Rica |
| ------------ | ----------------- | ---------- |
|              | (2–0) Jegyzőkönyv |            |

| Teodoro Flores, Guatemalaváros Nézőszám: 3 283 Játékvezető: Francisco Salinas Ramirez (paraguayi) |

| 2000. november 23. 18:00 |

| Oroszország | 10–1              | Ausztrália |
| ----------- | ----------------- | ---------- |
|             | (4–1) Jegyzőkönyv |            |

| Domo, Guatemalaváros Nézőszám: 7 272 Játékvezető: Alexandar Alfaro Gallardo (Costa Rica-i) |

#### D csoport
| Csapat        | Mérk | GY | D | V | RG | KG | GA  | P |
| ------------- | ---- | -- | - | - | -- | -- | --- | - |
| Spanyolország | 3    | 3  | 0 | 0 | 19 | 2  | +17 | 9 |
| Argentína     | 3    | 2  | 0 | 1 | 10 | 5  | +5  | 6 |
| Irán          | 3    | 1  | 0 | 2 | 6  | 9  | –3  | 3 |
| Kuba          | 3    | 0  | 0 | 3 | 1  | 20 | -19 | 0 |

| 2000. november 20. 20:00 |

| Irán | 1–2               | Argentína |
| ---- | ----------------- | --------- |
|      | (1–0) Jegyzőkönyv |           |

| Teodoro Flores, Guatemalaváros Nézőszám: 2 900 Játékvezető: Francisco Salinas Ramirez (paraguayi) |

| 2000. november 20. 18:00 |

| Kuba | 0–9               | Spanyolország |
| ---- | ----------------- | ------------- |
|      | (0–3) Jegyzőkönyv |               |

| Teodoro Flores, Guatemalaváros Nézőszám: 2 900 Játékvezető: Martinus A. M. Van den Bekerom (holland) |

| 2000. november 22. 18:00 |

| Argentína | 8–1               | Kuba |
| --------- | ----------------- | ---- |
|           | (2–1) Jegyzőkönyv |      |

| Teodoro Flores, Guatemalaváros Nézőszám: 2 977 Játékvezető: Pedro Galan (spanyol) |

| 2000. november 22. 20:00 |

| Spanyolország | 7–2               | Irán |
| ------------- | ----------------- | ---- |
|               | (6–0) Jegyzőkönyv |      |

| Teodoro Flores, Guatemalaváros Nézőszám: 2 977 Játékvezető: Walter Arce (uruguayi) |

| 2000. november 23. 20:00 |

| Irán | 3–0               | Kuba |
| ---- | ----------------- | ---- |
|      | (1–0) Jegyzőkönyv |      |

| Domo, Guatemalaváros Nézőszám: 7 272 Játékvezető: Sergio Ticardo Camanho (brazil) |

| 2000. november 23. 20:00 |

| Argentína | 0–3               | Spanyolország |
| --------- | ----------------- | ------------- |
|           | (0–0) Jegyzőkönyv |               |

| Teodoro Flores, Guatemalaváros Nézőszám: 3 283 Játékvezető: Perry Gautier (belga) |

### Második csoportkör

#### E csoport
| Csapat      | Mérk | GY | D | V | RG | KG | GA  | P |
| ----------- | ---- | -- | - | - | -- | -- | --- | - |
| Brazília    | 3    | 3  | 0 | 0 | 22 | 7  | +15 | 9 |
| Oroszország | 3    | 1  | 0 | 2 | 13 | 13 | 0   | 6 |
| Egyiptom    | 3    | 1  | 0 | 2 | 13 | 20 | –7  | 3 |
| Argentína   | 3    | 1  | 0 | 2 | 6  | 14 | -8  | 0 |

| 2000. november 26. 14:00 |

| Oroszország | 7–1               | Argentína |
| ----------- | ----------------- | --------- |
|             | (1–1) Jegyzőkönyv |           |

| Domo, Guatemalaváros Nézőszám: 7 285 Játékvezető: Ivan Novak (horvát) |

| 2000. november 26. 16:00 |

| Brazília | 12–4              | Egyiptom |
| -------- | ----------------- | -------- |
|          | (4–1) Jegyzőkönyv |          |

| Domo, Guatemalaváros Nézőszám: 7 285 Játékvezető: Perry Gautier (belga) |

| 2000. november 27. 18:00 |

| Egyiptom | 6–4               | Oroszország |
| -------- | ----------------- | ----------- |
|          | (4–3) Jegyzőkönyv |             |

| Domo, Guatemalaváros Nézőszám: 7 350 Játékvezető: Po On Andy Wong (hongkongi) |

| 2000. november 27. 20:00 |

| Argentína | 1–4               | Brazília |
| --------- | ----------------- | -------- |
|           | (0–2) Jegyzőkönyv |          |

| Domo, Guatemalaváros Nézőszám: 7 350 Játékvezető: Pedro Galan (spanyol) |

| 2000. november 29. 18:00 |

| Egyiptom | 3–4               | Argentína |
| -------- | ----------------- | --------- |
|          | (2–2) Jegyzőkönyv |           |

| Domo, Guatemalaváros Nézőszám: 7 378 Játékvezető: Adrian Tamplin (ausztrál) |

| 2000. november 29. 20:00 |

| Brazília | 6–2               | Oroszország |
| -------- | ----------------- | ----------- |
|          | (5–0) Jegyzőkönyv |             |

| Domo, Guatemalaváros Nézőszám: 7 378 Játékvezető: Seyed Moosavi (iráni) |

#### F csoport
| Csapat        | Mérk | GY | D | V | RG | KG | GA  | P |
| ------------- | ---- | -- | - | - | -- | -- | --- | - |
| Spanyolország | 3    | 3  | 0 | 0 | 15 | 1  | +14 | 9 |
| Portugália    | 3    | 2  | 0 | 1 | 7  | 5  | +2  | 6 |
| Horvátország  | 3    | 1  | 0 | 2 | 6  | 10 | –4  | 3 |
| Hollandia     | 3    | 0  | 0 | 3 | 3  | 15 | -12 | 0 |

| 2000. november 25. 14:00 |

| Hollandia | 1–3               | Portugália |
| --------- | ----------------- | ---------- |
|           | (0–0) Jegyzőkönyv |            |

| Domo, Guatemalaváros Nézőszám: 6 930 Játékvezető: Felix Chavez (argentin) |

| 2000. november 25. 16:00 |

| Spanyolország | 5–0               | Horvátország |
| ------------- | ----------------- | ------------ |
|               | (3–0) Jegyzőkönyv |              |

| Domo, Guatemalaváros Nézőszám: 6 930 Játékvezető: Walter Arce (uruguayi) |

| 2000. november 26. 20:00 |

| Portugália | 1–3               | Spanyolország |
| ---------- | ----------------- | ------------- |
|            | (0–2) Jegyzőkönyv |               |

| Domo, Guatemalaváros Nézőszám: 7 285 Játékvezető: Francisco Salinas Ramirez (paraguayi) |

| 2000. november 26. 18:00 |

| Horvátország | 5–2               | Hollandia |
| ------------ | ----------------- | --------- |
|              | (3–1) Jegyzőkönyv |           |

| Teodoro Flores, Guatemalaváros Nézőszám: 7 285 Játékvezető: Carlo Servino (USA) |

| 2000. november 28. 20:00 |

| Hollandia | 0–7               | Spanyolország |
| --------- | ----------------- | ------------- |
|           | (0–1) Jegyzőkönyv |               |

| Domo, Guatemalaváros Nézőszám: 7 183 Játékvezető: Alexander Alfaro Gallardo (Costa Rica-i) |

| 2000. november 28. 18:00 |

| Portugália | 3–1               | Horvátország |
| ---------- | ----------------- | ------------ |
|            | (0–0) Jegyzőkönyv |              |

| Domo, Guatemalaváros Nézőszám: 7 183 Játékvezető: Sergio Ricardo Camanho (brazil) |

## Egyenes kieséses szakasz

### Elődöntők
| 2000. december 1. 16:00 |

| Spanyolország | 3–2               | Oroszország |
| ------------- | ----------------- | ----------- |
|               | (1–1) Jegyzőkönyv |             |

| Domo, Guatemalaváros Nézőszám: 7 128 Játékvezető: Francisco Salinas Ramirez (paraguayi) |

| 2000. december 1. 18:00 |

| Brazília | 8–0               | Portugália |
| -------- | ----------------- | ---------- |
|          | (3–0) Jegyzőkönyv |            |

| Domo, Guatemalaváros Nézőszám: 7 128 Játékvezető: Felix Chavez (argentin) |

### A 3. helyért
| 2000. december 3. 14:00 |

| Oroszország | 2–4               | Portugália |
| ----------- | ----------------- | ---------- |
|             | (2–1) Jegyzőkönyv |            |

| Domo, Guatemalaváros Nézőszám: 7 568 Játékvezető: Pedro Galan (spanyol) |

### Döntő
| 2000. december 3. 16:30 |

| Spanyolország | 4–3               | Brazília |
| ------------- | ----------------- | -------- |
|               | (2–1) Jegyzőkönyv |          |

| Domo, Guatemalaváros Nézőszám: 7 568 Játékvezető: Ivan Novak (horvát) |

## Győztes
| A 2000-es futsal-világbajnokság győztese |
| ---------------------------------------- |
| SPANYOLORSZÁG 1. cím                     |

## Külső hivatkozások
- fifa.com Archiválva 2012. május 1-i dátummal a Wayback Machine-ben